# Criminalité en Ukraine
 (mai 2022).
La mise en forme du texte ne suit pas les recommandations de Wikipédia : il faut le « wikifier ».
Les points d'amélioration suivants sont les cas les plus fréquents. Le détail des points à revoir est peut-être précisé sur la page de discussion.
- Les titres sont pré-formatés par le logiciel. Ils ne sont ni en capitales, ni en gras.
- Le texte ne doit pas être écrit en capitales (les noms de famille non plus), ni en gras, ni en italique, ni en « petit »…
- Le gras n'est utilisé que pour surligner le titre de l'article dans l'introduction, une seule fois.
- L'italique est rarement utilisé : mots en langue étrangère, titres d'œuvres, noms de bateaux, etc.
- Les citations ne sont pas en italique mais en corps de texte normal. Elles sont entourées par des guillemets français : « et ».
- Les listes à puces sont à éviter, des paragraphes rédigés étant largement préférés. Les tableaux sont à réserver à la présentation de données structurées (résultats, etc.).
- Les appels de note de bas de page (petits chiffres en exposant, introduits par l'outil «  Source ») sont à placer entre la fin de phrase et le point final[comme ça].
- Les liens internes (vers d'autres articles de Wikipédia) sont à choisir avec parcimonie. Créez des liens vers des articles approfondissant le sujet. Les termes génériques sans rapport avec le sujet sont à éviter, ainsi que les répétitions de liens vers un même terme.
- Les liens externes sont à placer uniquement dans une section « Liens externes », à la fin de l'article. Ces liens sont à choisir avec parcimonie suivant les règles définies. Si un lien sert de source à l'article, son insertion dans le texte est à faire par les notes de bas de page.
- La présentation des références doit suivre les conventions bibliographiques. Il est recommandé d'utiliser les modèles {{Ouvrage}}, {{Chapitre}}, {{Article}}, {{Lien web}} et/ou {{Bibliographie}}. Le mode d'édition visuel peut mettre en forme automatiquement les références.
- Insérer une infobox (cadre d'informations à droite) n'est pas obligatoire pour parachever la mise en page.

Pour une aide détaillée, merci de consulter Aide:Wikification.
Si vous pensez que ces points ont été résolus, vous pouvez retirer ce bandeau et améliorer la mise en forme d'un autre article.

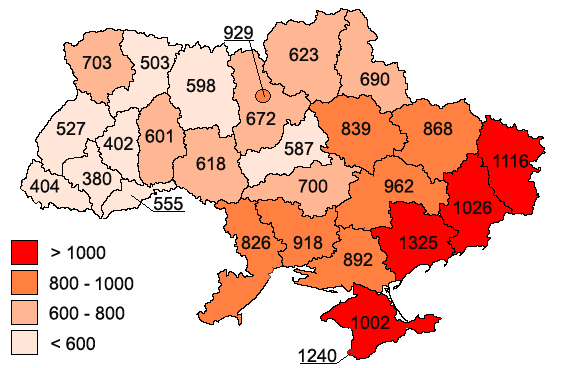
Le nombre de crimes enregistrés par Oblast ukrainien en 2008.

La criminalité en Ukraine est combattue par la police ukrainienne et d'autres agences. En raison de la situation économique difficile des années 1990, le taux de criminalité a augmenté et a atteint son apogée en 2000. Après ce pic, le taux de criminalité a commencé à baisser jusqu'en 2009. Cette année-là, la crise financière mondiale a atteint l'Ukraine.
Depuis 2017, la situation de la criminalité a commencé à s'améliorer. Les données préliminaires sur la criminalité de 2020  sont les plus basses depuis une décennie.

## Statistiques
| année | crimes  | victimes | crimes graves | délits mineurs | meurtres | les prisonniers |
| ----- | ------- | -------- | ------------- | -------------- | -------- | --------------- |
| 2010  | 500 902 | 321 228  | 178 947       | 17 342         | 2 356    | 147 716         |
| 2011  | 515 833 | 343 159  | 171 119       | 17 846         | 2 506    | 154 027         |
| 2012  | 443 665 | 302 563  | 145 733       | 14 238         | 2 261    | 154 029         |
| 2013  | 563 560 | 426 651  | 156 131       | 8 781          | 1 955    | 147 112         |
| 2014  | 529 139 | 393 532  | 154 216       | 7 467          | 4 389    | 126 937         |
| 2015  | 565 182 | 412 689  | 177 855       | 7 171          | 3 004    | 73 431          |
| 2016  | 592 604 | 444 617  | 213 521       | 5 230          | 1 726    | 69 997          |
| 2017  | 523 911 | 374 238  | 198 074       | 5 608          | 1 551    | 60 399          |
| 2018  | 487 133 | 344 780  | 167 986       | 4 750          | 1 508    | 57 100          |
| 2019  | 444 130 | 301 792  | 140 468       | 4 088          | 1 428    | 55 078          |
| 2020  |         |          |               |                |          |                 |

Comparaison avec d'autres pays européens des principaux indicateurs de criminalité pour 100 000 habitants en 2019.
| pays      | taux de meurtre | taux d'incarcération |
| --------- | --------------- | -------------------- |
| Ukraine   | 3,4             | 131                  |
|           |                 |                      |
| Pologne   | 0,7             | 179                  |
| Allemagne | 0,9             | 63                   |
| Grèce     | 0,9             | 108                  |
| Russie    | 5,4             | 316                  |

## Criminalité par type

### Meurtre
En 2010, l'Ukraine avait un taux de meurtres de 4,3 pour 100 000 habitants. Il y a eu un total de 1 988 meurtres en Ukraine en 2010. En 2017, 0,3 % des crimes ukrainiens étaient des homicides. En 2016, la police ukrainienne a enquêté sur 1 707 meurtres et en 2017 sur 1 397.

### Corruption
La corruption est un problème répandu et croissant dans la société ukrainienne. Dans l'indice de perception de la corruption de Transparency International en 2014, l'Ukraine était classée 142e sur les 175 pays étudiés (à égalité avec l'Ouganda et les Comores ).
Des pots-de-vin sont donnés pour s'assurer que les services publics sont fournis à temps ou pas du tout. Les Ukrainiens ont déclaré qu'ils donnent des pots-de-vin parce qu'ils pensent que c'est habituel et attendu. Selon une enquête sociologique de 2008 de Management Systems International (MSI), les niveaux de corruption les plus élevés ont été trouvés dans l'inspection des véhicules (57,5%), la police (54,2 %), les soins de santé (54% ), les tribunaux (49 %) et l'enseignement supérieur. (43,6 %). Le 8 juin 2011, le président ukrainien Viktor Ianoukovitch a déclaré que la corruption coûtait au budget de l'État 2,5 milliards de dollars de recettes par an et que, par le biais de la corruption dans les marchés publics, 10 à 15 % (7,4 milliards de dollars) du budget de l'État « finissait dans la poche des fonctionnaires ».
Selon l'Agence des États-Unis pour le développement international (USAID), les principales causes de la corruption en Ukraine sont la faiblesse du système judiciaire et un gouvernement autoritaire et non transparent, combinés à des liens politiques et commerciaux et à une société civile faible. La corruption est régulièrement évoquée dans les médias ukrainiens,.
En mai 2018, la présidente estonienne Kersti Kaljulaid a déclaré que la corruption est le principal facteur qui freine le développement de l'Ukraine et qu'elle ne peut être résolue qu'avec une forte volonté politique après une réunion avec le chef du Bureau national de lutte contre la corruption d'Ukraine (NABU), Artem Sytnyk.

### Vol

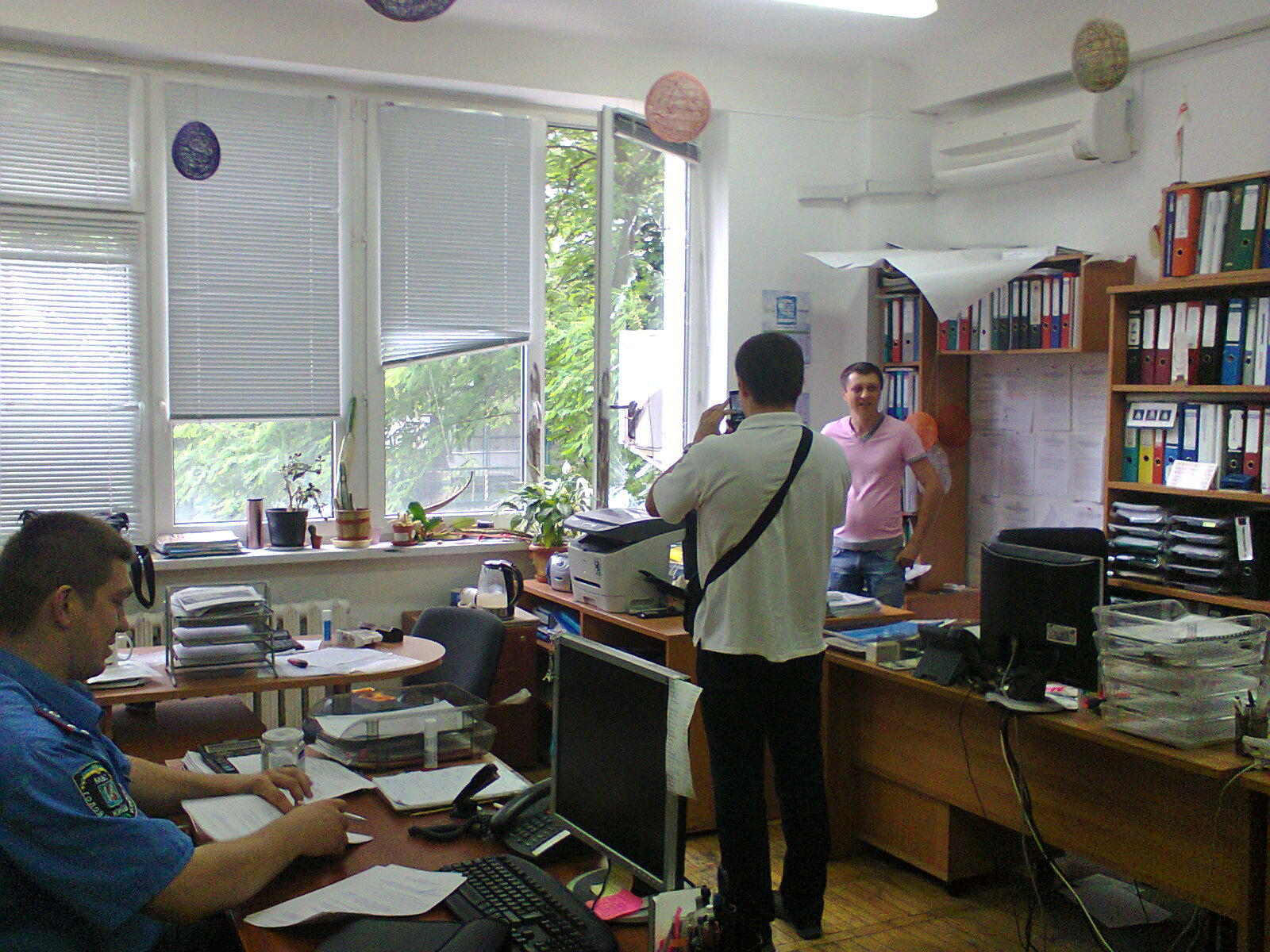
La police de Kiev enquête sur un cambriolage en mai 2014.

En 2017, le principal segment de criminalité était le vol avec une proportion de 52 % du total des crimes en Ukraine.

### Terrorisme
Selon les statistiques officielles, il y a eu 126 actes de terreur sur le sol ukrainien chaque mois en 2014, 108 en 2015, 155 en 2016 et 124 en 2017.
De 2014 à fin 2017, 5 804 affaires pénales ont été enregistrées comme « actes de terreur », soit 129 attentats terroristes par mois en moyenne. Au cours de cette période, 15 personnes ont été condamnées pour terrorisme.